# Zubin Varla
Zubin Varla (1970) es un actor británico conocido por haber interpretado a Daniel Doyce en la miniserie Little Dorrit.

## Biografía
En 1992 Zubin se graduó de Guildhall School of Music and Drama.

## Carrera
En el 2004 apareció en el décimo episodio de la tercera temporada de la popular serie británica de espías Spooks donde dio vida a Ahmed, el líder de una banda que secuestra a los oficiales Danny Hunter y Fiona Carter, y termina matando a Danny de un tiro en la cabeza.
En el 2006 interpretó al detective superintendente de la policía Vijay Ashar en un episodio de la serie Silent Witness.
En el 2008 se unió al elenco de la miniserie Little Dorrit donde dio vida a Daniel Doyce, un inventor en busca de capitales que se hace socio de Arthur Clennam (Matthew Macfadyen).
En el 2010 interpretó al detective inspector de la policía Silk en un episodio de la popular serie británica Hustle.
En el 2012 apareció como invitado en varios episodios de la serie médica Holby City donde interpretó al anestesista Rafi Raza, el esposo de la doctora Sahira Shah.
En el 2013 se unió como personaje recurrente de la serie Strike Back: Shadow Warfare donde interpretó a Leo Kamali, un oficial de la CIA que se infiltra a la organización terrorista de Al-Zuhari hasta el último episodio de la serie luego de que su personaje fuera asesinado.
En el 2014 se unió al elenco de la serie Our Girl donde interpreta a Qaseem, el intérprete del grupo de soldados de la sección 2.

## Filmografía

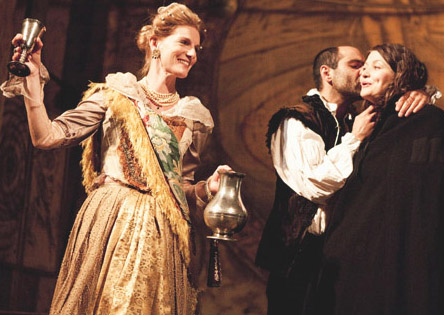
Zubin junto a la actriz Helen Masters durante la obra Into Thy Hands en 2011.

### Series de televisión
| Año  | Serie                       | Personaje        | Notas                                      |
| ---- | --------------------------- | ---------------- | ------------------------------------------ |
| 2014 | Our Girl                    | Qaseem           | 5 episodios                                |
| 2013 | Strike Back: Shadow Warfare | Leo Kamali       | 9 episodios                                |
| 2012 | Holby City                  | Dr. Rafi Raza    | 7 episodios                                |
| 2011 | Garrow's Law                | Vallot           | episodio # 3.3                             |
| 2010 | Hustle                      | Detective Silk   | episodio "And This Little Piggy Had Money" |
| 2008 | Little Dorrit               | Daniel Doyce     | 8 episodios - miniserie                    |
| 2006 | Silent Witness              | Det. Vijay Ashar | 2 episodios                                |
| 2004 | Spooks                      | Ahmed            | episodio # 3.10                            |
| 2000 | Dalziel and Pascoe          | John Parker      | episodio "Above the Law"                   |
| 2000 | The Bill                    | Yusuf Ahmet      | episodio "Reasons to Be Fearful"           |
| 1994 | Crocodile Shoes             | Ronnie Devlin    | miniserie                                  |
| 1993 | Luv                         | Antonio          | episodio # 1.4                             |

### Películas
| Año  | Título                          | Personaje     | Nota                                                                    |
| ---- | ------------------------------- | ------------- | ----------------------------------------------------------------------- |
| 2009 | Mad Sad & Bad                   | Hardeep       | junto a Meera Syal, Nitin Ganatra, Andrea Riseborough y Richard Dillane |
| 2007 | Saddam's Tribe                  | Hussein Kamal | junto a Michelle Bonnard, Stanley Townsend, Daniel Mays y Mem Ferda     |
| 2003 | Twelfth Night, or What You Will | Feste         | junto a Parminder Nagra, Ronny Jhutti, Chiwetel Ejiofor y Burt Caesar   |
| 1994 | Jacob                           | Pastor        | junto a Matthew Modine, Lara Flynn Boyle, Sean Bean y Joss Ackland      |

### Teatro
| Año  | Obra                                   | Personaje         | Director (a)     | Teatro                 | Notas                                                           |
| ---- | -------------------------------------- | ----------------- | ---------------- | ---------------------- | --------------------------------------------------------------- |
| 2010 | I, Claudius                            | Herod Agrippa     | Jonquil Panting  | -                      | junto a Derek Jacobi, Harriet Walter, Sam Dale y Hattie Morahan |
| 2009 | Twelfth Night                          | Feste             | Michael Grandage | -                      | junto a Derek Jacobi, Indira Varma, Samantha Spiro y Guy Henry  |
| 2005 | Julius Caesar                          | Brutus            | David Farr       | Lyric Theatre          | junto a Gary Oliver, Clifford Samuel y Patrick Romer            |
| 2003 | Midnight's Children                    | Saleem Sinai      | -                | Barbican Theatre       | junto a Simon Reade y Tim Supple                                |
| 2001 | Chess                                  | Frederick Trumper | -                | -                      | -                                                               |
| 1999 | Antigone                               | -                 | Declan Donnellan | Old Vic Theatre        | junto a Tara Fitzgerald, Jonathan Hyde y Anna Calder-Marshall   |
| 1996 | Jesus Christ Superstar                 | Judas Iscariot    | -                | Lyceum Theatre         | junto a Steve Balsamo, Joanna Ampil y David Burt                |
| 1996 | Romeo and Juliet                       | -                 | Adrian Noble     | Barbican Theatre       | junto a Lucy Whybrow, Mark Lockyer y Julian Glover              |
| 1994 | Beautiful Thing                        | -                 | Hettie Macdonald | Duke of York's Theatre | junto a Richard Dormer y Amelda Brown                           |
| 1993 | A Connecticut Yankee in King Arthur... | -                 | Judi Dench       | Open Air Theatre       | junto a Geordie Johnson, Clive Carter y Rebecca Callard         |
| 1993 | The Taming of the Shrew                | -                 | Toby Robertson   | Open Air Theatre       | junto a Geordie Johnson, Christopher Biggins y Guy Burgess      |
| -    | Cyrano de Bergerac                     | -                 | -                | -                      | -                                                               |